# Радошевич, Йосип
Йо́сип Ра́дошевич (хорв. Josip Radošević; род. 3 апреля 1994, Сплит, Хорватия) — хорватский футболист, опорный полузащитник клуба «Брондбю» и сборной Хорватии.

## Клубная карьера

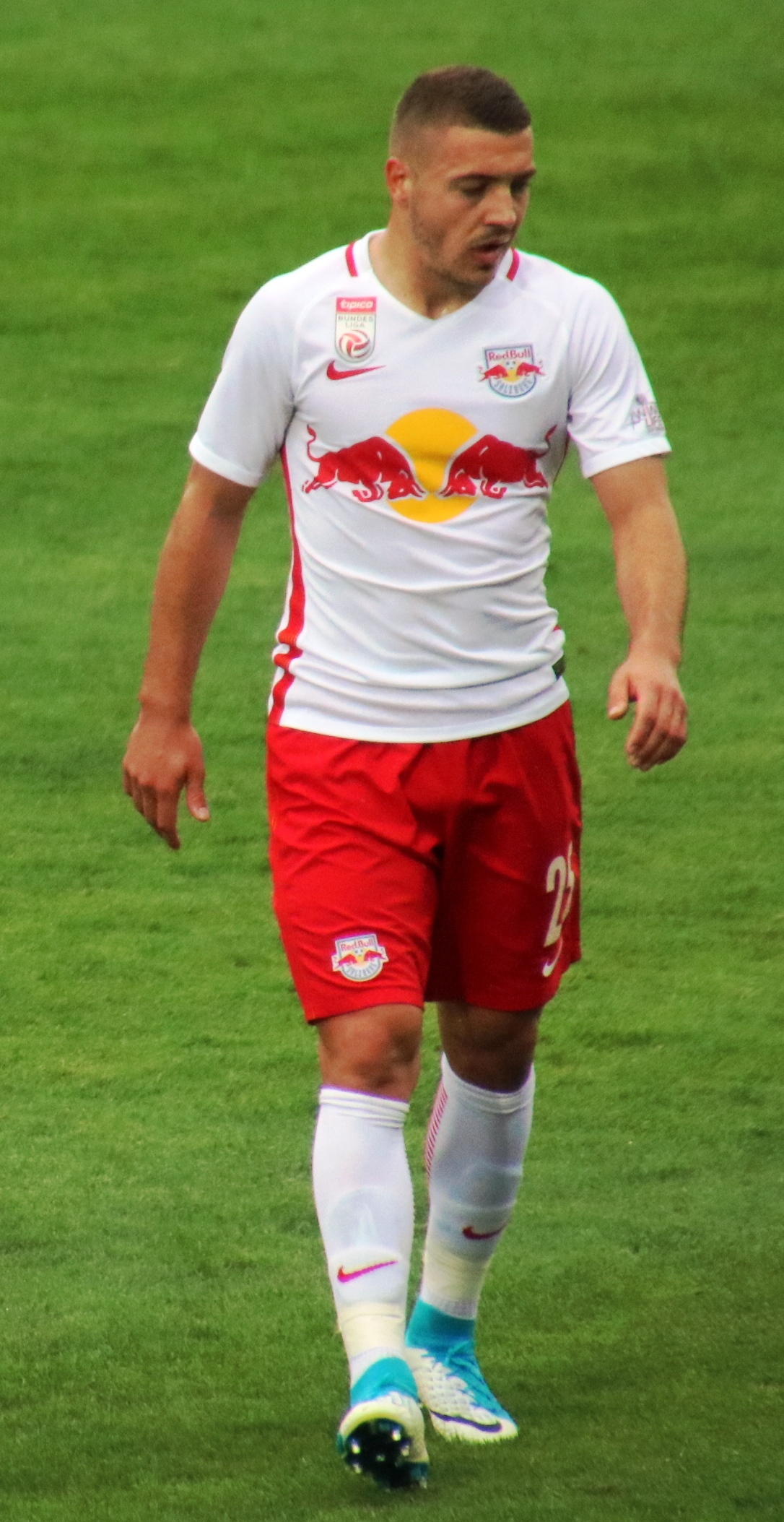
Радошевич в составе «Ред Булл Зальцбург»

Радошевич — воспитанник клуба «Хайдук». 23 ноября 2011 года в матче 1/4 финала Кубка Хорватии против «Загреба» он дебютировал за основную команду. Через три дня в поединке против «Сиберника» он дебютировал во чемпионате Хорватии. В следующем сезоне Йосип стал одним из лидеров средней линии команды, и им заинтересовались многие европейские клубы.
В начале 2013 году Радошевич перешёл в итальянский «Наполи». Сумма трансфера составила 2 млн евро. Первые полгода он не мог выступать за неаполитанцев из-за того, что не являлся гражданином Евросоюза. 25 августа в матче против «Болоньи» Йосип дебютировал в Серии A, заменив в конце поединка Гонсало Игуаина. В 2014 году Радошевич стал обладателем Кубка Италии.
В начале 2015 года для получения игровой практики он на правах аренды перешёл в «Риеку». 15 февраля в матче против «Истра 1961» Йосип дебютировал за новый клуб. 4 апреля в поединке против загребского «Динамо» Радошевич забил свой первый гол за «Риеку». В начале 2016 года Йоспи вновь был отдан в аренду, его новым клубом стал испанский «Эйбар». 6 февраля в матче против «Атлетико Мадрид» он дебютировал в Ла Лиге.
После окончания аренды контракт Радошевича с «Наполи» закончился и он на правах свободного агента подписал соглашение с австрийским «Ред Булл Зальцбург». В матче против «Адмиры» Йосип дебютировал в австрийской Бундеслиге. 8 декабря в поединке Лиги Европы против немецкого «Шальке-04» Йосип забил свой первый гол за «Ред Булл». В своём дебютном сезоне он выиграл чемпионат Австрии.
В июне 2017 года Йосип вернулся в «Хайдук». Летом 2018 года Радошевич перешёл в датский «Брондбю». Сумма трансфера составила 800 тыс. евро.

## Международная карьера
11 сентября 2012 года в отборочном матче чемпионата мира 2014 против сборной Бельгии Радошевич дебютировал в составе сборной Хорватии.

## Достижения
Командные
 «Наполи»
- Обладатель Кубка Италии — 2013/14
- Обладатель Суперкубка Италии — 2014

 «Ред Булл Зальцбург»
- Чемпионат Австрии по футболу — 2016/2017